# Doris (Lokroi)
Doris (altgriechisch Δωρίς Dōrís) war eine der Ehefrauen des Begründers der „jüngeren Tyrannis“ in Syrakus, Dionysios’ I. († 367 v. Chr.), und die Mutter von dessen Nachfolger Dionysios II. Sie stammte aus der von Griechen besiedelten Stadt Lokroi in Kalabrien und war eine Tochter des Xenetos, eines prominenten Aristokraten, der angeblich zur Zeit ihrer Heirat der angesehenste Bürger der Stadt war. Ihre genauen Lebensdaten sind unbekannt.
Als Dionysios I. im Sommer 405 v. Chr. in Syrakus an die Macht kam, war er mit einer Tochter des aristokratischen Politikers und Befehlshabers Hermokrates verheiratet, dessen Parteigänger er gewesen war. Im Herbst brach ein Aufstand aristokratischer Kreise gegen die neu errichtete Tyrannenherrschaft aus. Dionysios konnte die Rebellion niederwerfen, aber seine Frau, die von den Aufständischen misshandelt worden war, nahm sich das Leben. So erhielt er Gelegenheit zu auswärtiger Heiratspolitik.
Wegen der militärischen Konfrontation mit den Karthagern, gegen die Dionysios mehrere Kriege führte, zielte die Bündnispolitik des syrakusischen Tyrannen darauf ab zu verhindern, dass sich die Griechenstädte Unteritaliens mit seinen Feinden verbündeten. Daher bot er zunächst der Stadt Rhegion eine Allianz an, die er durch Heirat mit einer Rhegierin bekräftigen wollte. Erst nachdem die Volksversammlung der Rhegier dies abgelehnt hatte, schloss er ein Bündnis mit Lokroi. Im Rahmen dieses politischen Manövers heiratete er die Lokrerin Doris. Zugleich oder bald darauf schloss er eine weitere Ehe mit der Syrakuserin Aristomache, der Tochter des Hipparinos, der zu seinen wichtigsten Gefolgsleuten gehörte. Eine solche Bigamie war damals bei den Griechen unüblich.
Nach der Darstellung des Geschichtsschreibers Diodor fand die Hochzeit mit Doris im Jahr 398 statt, vor dem Beginn des zweiten Karthagerkriegs. In der neueren Forschung wird jedoch teils eine spätere Datierung – 393 – favorisiert. Unklar ist, ob es sich um eine Doppelhochzeit mit beiden Frauen am selben Tag handelt oder ob zuerst Doris und wenige Tage, Wochen oder Monate später Aristomache geheiratet wurde. Doris gebar bald einen Sohn, während Aristomache längere Zeit kinderlos blieb. Plutarch berichtet, Dionysios habe die beiden Gattinnen gleich behandelt und ihnen den gleichen Rang zugewiesen.
Aus der Ehe von Doris und Dionysios I. gingen zwei Söhne und eine Tochter hervor. Der erstgeborene Sohn Dionysios II. übernahm beim Tode seines Vaters 367 v. Chr. die Herrschaft. Der Sohn Hermokritos, der wahrscheinlich nach seinem Großvater väterlicherseits benannt wurde, ist nur aus einer Inschrift von 368 bekannt; damals erhielt er in Athen das Ehrenbürgerrecht. Die Tochter Dikaiosyne heiratete ihren Onkel Leptines, einen Halbbruder ihres Vaters, der in den Kämpfen gegen die Karthager als Flottenkommandant (Nauarch) eine wichtige Rolle spielte.